# Saison 2022-2023 du FC Porto
 (mai 2023).
Si vous disposez d'ouvrages ou d'articles de référence ou si vous connaissez des sites web de qualité traitant du thème abordé ici, merci de compléter l'article en donnant les références utiles à sa vérifiabilité et en les liant à la section « Notes et références ».
Maillots
Dernière mise à jour : 04 juin 2023.
Chronologie
Saison précédente Saison suivante
La saison 2022-2023 du FC Porto est la 88e saison du club en Primeira Liga. Elle voit le club disputer cinq compétitions : le championnat du Portugal, la Supercoupe du Portugal, la Coupe du Portugal, la Coupe de la Ligue et la Ligue des Champions.

## Préparation d'avant-saison
La saison 2022-2023 débute officiellement le lundi 4 juillet 2022 avec la reprise de l'entraînement au Centro de Treinos e Formação Desportiva PortoGaia à Olival. Le FC Porto a notamment programmé un stage de préparation dans le sud du pays, dans l'Algarve, et effectue l'autre partie de la préparation au sein même de son centre d'entraînement PortoGaia. La pré-saison est achevée par le traditionnel match de présentation au public au Estádio do Dragão. Cette année, les Dragons ont convié l'AS Monaco pour la rencontre amicale.

## Transferts

### Transferts estivaux
| Nom                 | Poste          | Transfert           | Montant  | Provenance/Destination | Division       |
| ------------------- | -------------- | ------------------- | -------- | ---------------------- | -------------- |
| Arrivées            |                |                     |          |                        |                |
| Samuel Portugal     | Gardien de but | Transfert           | 2,5 M€   | Portimonense SC        | Primeira Liga  |
| David Carmo         | Défenseur      | Transfert           | 20 M€    | SC Braga               | Primeira Liga  |
| Marko Grujić        | Milieu         | Transfert définitif | 9 M€     | Liverpool FC           | Premier League |
| Stephen Eustáquio   | Milieu         | Transfert définitif | 4,21 M€  | FC Paços de Ferreira   | Primeira Liga  |
| André Franco        | Milieu         | Transfert           | 4,07 M€  | GD Estoril Praia       | Primeira Liga  |
| Gabriel Veron       | Attaquant      | Transfert           | 10,25 M€ | SE Palmeiras           | Série A        |
| Départs             |                |                     |          |                        |                |
| Agustín Marchesín   | Gardien de but | Transfert           | 1,05 M€  | RC Celta de Vigo       | La Liga        |
| Ricardo Silva       | Gardien de but | Libre               | -        | CD Santa Clara         | Primeira Liga  |
| Carraça             | Défenseur      | Prêt                | -        | Gil Vicente FC         | Primeira Liga  |
| Tomás Esteves       | Défenseur      | Prêt avec OA        | -        | Pisa SC                | Serie B        |
| Chancel Mbemba      | Défenseur      | Libre               | -        | Olympique de Marseille | Ligue 1        |
| Diogo Leite         | Défenseur      | Prêt avec OA        | -        | 1. FC Union Berlin     | Bundesliga     |
| Mamadou Loum        | Milieu         | Prêt                | -        | Reading FC             | Championship   |
| Mor Ndiaye          | Milieu         | Libre               | -        | GD Estoril Praia       | Primeira Liga  |
| Romário Baró        | Milieu         | Prêt                | -        | Casa Pia AC            | Primeira Liga  |
| Sérgio Oliveira     | Milieu         | Transfert           | 3 M€     | Galatasaray SK         | Süper Lig      |
| Vitinha             | Milieu         | Transfert           | 41,5 M€  | Paris Saint-Germain    | Ligue 1        |
| Fábio Vieira        | Milieu         | Transfert           | 35 M€    | Arsenal FC             | Premier League |
| Shoya Nakajima      | Milieu         | Libre               | -        | Antalyaspor            | Süper Lig      |
| Francisco Conceição | Attaquant      | Transfert           | 5 M€     | Ajax Amsterdam         | Eredivisie     |

### Transferts hivernaux
| Nom         | Poste     | Transfert   | Montant | Provenance/Destination | Division      |
| ----------- | --------- | ----------- | ------- | ---------------------- | ------------- |
| Arrivées    |           |             |         |                        |               |
| Départs     |           |             |         |                        |               |
| João Pedro  | Défenseur | Résiliation | -       | Grêmio Porto Alegre    | Série A       |
| Nanú        | Défenseur | Prêt        | -       | CD Santa Clara         | Primeira Liga |
| Serif Nhaga | Défenseur | Libre       | -       | Paris Saint-Germain    | Ligue 1       |

### Prolongations de contrat
Le 19 avril, l'avant-centre espagnol Toni Martínez prolonge son contrat jusqu'en juin 2027. 
 Le 23 avril, le FC Porto annonce la prolongation de contrat de Pepe. À deux mois et demi de la fin de son précédent contrat, le défenseur international portugais de 40 ans rempile pour une année supplémentaire.
| Nom           | Nationalité | Position  | Durée de prolongation | Fin de contrat |
| ------------- | ----------- | --------- | --------------------- | -------------- |
| Pepe          | Portugal    | Défenseur | 1 an                  | juin 2024      |
| Toni Martínez | Espagne     | Attaquant | 4 ans                 | juin 2027      |

## Effectif

### Joueurs prêtés
| Joueurs prêtés pour la saison 2022-2023 |    |                             |               |                     |                  |                 |  |
| \| N° \| P. \| Nat. \| Nom \| Date de naissance \| Sélection \| Club en prêt \| \| \| — \| D \| \| Carraça \| 01/03/1993 (32 ans) \| – \| Gil Vicente FC \| \| \| — \| D \| \| Diogo Leite \| 23/01/1999 (26 ans) \| Portugal espoirs \| FC Union Berlin \| \| \| — \| D \| \| Nanú \| 17/05/1994 (30 ans) \| Guinée-Bissau \| CD Santa Clara \| \| \| — \| D \| \| Tomás Esteves \| 03/04/2002 (22 ans) \| Portugal espoirs \| Pisa SC \| \| \| — \| M \| \| Mamadou Loum \| 30/12/1996 (28 ans) \| Sénégal \| Reading FC \| \| \| — \| M \| \| Romário Baró \| 25/01/2000 (25 ans) \| Portugal espoirs \| Casa Pia AC \| \| |    |                             |               |                     |                  |                 |  |
| N° | P. | Nat.                        | Nom           | Date de naissance   | Sélection        | Club en prêt    |  |
| — | D  | Drapeau du Portugal         | Carraça       | 01/03/1993 (32 ans) | –                | Gil Vicente FC  |  |
| — | D  | Drapeau du Portugal         | Diogo Leite   | 23/01/1999 (26 ans) | Portugal espoirs | FC Union Berlin |  |
| — | D  | Drapeau de la Guinée-Bissau | Nanú          | 17/05/1994 (30 ans) | Guinée-Bissau    | CD Santa Clara  |  |
| — | D  | Drapeau du Portugal         | Tomás Esteves | 03/04/2002 (22 ans) | Portugal espoirs | Pisa SC         |  |
| — | M  | Drapeau du Sénégal          | Mamadou Loum  | 30/12/1996 (28 ans) | Sénégal          | Reading FC      |  |
| — | M  | Drapeau du Portugal         | Romário Baró  | 25/01/2000 (25 ans) | Portugal espoirs | Casa Pia AC     |  |

| N° | P. | Nat.                        | Nom           | Date de naissance   | Sélection        | Club en prêt    |  |
| —  | D  | Drapeau du Portugal         | Carraça       | 01/03/1993 (32 ans) | –                | Gil Vicente FC  |  |
| —  | D  | Drapeau du Portugal         | Diogo Leite   | 23/01/1999 (26 ans) | Portugal espoirs | FC Union Berlin |  |
| —  | D  | Drapeau de la Guinée-Bissau | Nanú          | 17/05/1994 (30 ans) | Guinée-Bissau    | CD Santa Clara  |  |
| —  | D  | Drapeau du Portugal         | Tomás Esteves | 03/04/2002 (22 ans) | Portugal espoirs | Pisa SC         |  |
| —  | M  | Drapeau du Sénégal          | Mamadou Loum  | 30/12/1996 (28 ans) | Sénégal          | Reading FC      |  |
| —  | M  | Drapeau du Portugal         | Romário Baró  | 25/01/2000 (25 ans) | Portugal espoirs | Casa Pia AC     |  |

## Compétitions
| Championnat du Portugal | Ligue des champions                                       | Coupe du Portugal                | Coupe de la Ligue                   | Supercoupe du Portugal             |
| ----------------------- | --------------------------------------------------------- | -------------------------------- | ----------------------------------- | ---------------------------------- |
| Deuxième 85 points      | Huitièmes de finale face au FC Internazionale (1-0) (0-0) | Vainqueur face au SC Braga (0-2) | Vainqueur face au Sporting CP (0-2) | Vainqueur face au CD Tondela (3-0) |
| 27V 4N 3D               | 4V 1N 3D                                                  | 7V 0N 0D                         | 5V 1N 0D                            | 1V 0N 0D                           |
| TOTAL : 44V 6N 6D       |                                                           |                                  |                                     |                                    |

### Primeira Liga
La saison 2022-2023 de Primeira Liga est la 88e édition du championnat du Portugal de football. La saison débute le 5 août 2022 et se terminera le 28 mai 2023.

#### Classement
| Rang | Équipe         | Pts | J  | G  | N | P  | Bp | Bc | Diff \|\| Qualification ou relégation |                                                                              |
| ---- | -------------- | --- | -- | -- | - | -- | -- | -- | ------------------------------------- | ---------------------------------------------------------------------------- |
| 1    | SL Benfica     | 87  | 34 | 28 | 3 | 3  | 82 | 20 | +62                                   | Qualification pour la phase de groupes de la Ligue des champions             |
| 2    | FC Porto T S L | 85  | 34 | 27 | 4 | 3  | 73 | 22 | +51                                   | Qualification pour la phase de groupes de la Ligue des champions             |
| 3    | SC Braga       | 78  | 34 | 25 | 3 | 5  | 75 | 30 | +45                                   | Qualification pour le 3e tour de qualification de la Ligue des champions     |
| 4    | Sporting CP    | 74  | 34 | 23 | 5 | 6  | 71 | 32 | +39                                   | Qualification pour la phase de groupes de la Ligue Europa                    |
| 5    | FC Arouca      | 54  | 34 | 15 | 9 | 10 | 36 | 37 | -1                                    | Qualification pour le 3e tour de qualification de la Ligue Europa Conférence |
| 6    | Vitória SC     | 53  | 34 | 16 | 5 | 13 | 34 | 39 | -5                                    | Qualification pour le 2e tour de qualification de la Ligue Europa Conférence |

Mis à jour après les matchs joués, au 28 mai 2023. Source : Liga Portugal 
 
Critères de départage : 
 
1. Différence de buts générale 
 
2. Plus grand nombre de points sur confrontations directes 

3. Différence de buts particulière 

4. Plus grand nombre de buts dans les confrontations directes 
 
5. Plus grand nombre de buts à l’extérieur dans les confrontations directes 

6. Meilleure attaque générale 

7. Meilleure attaque à l’extérieur (général) 

8. Club ayant marqué le plus grand nombre de buts sur une rencontre de championnat 
 
9. Départage disciplinaire

#### Évolution du classement et des résultats
| Rang     | 1 | 1 | 1 | 3 | 3 | 3 | 3 | 2 | 2 | 3 | 3 | 2 | 2 | 2 | 3 | 3 | 3 | 2 | 2 | 2 | 2 | 2 | 2 | 2 | 2 | 2 | 2 | 2 | 2 | 2 | 2 | 2 | 2 | 2 | 3 |   |   |
| Résultat | V | V | V | D | V | V | N | V | V | D | N | V | V | V | N | V | V | V | V | V | V | D | V | V | N | V | V | V | V | V | V | V | V | V | — | — | — |

| Légende : | V = Victoire |  | N = Nul |  | D = Défaite |

### Ligue des champions
La Ligue des champions 2022-2023 est la 68e édition de la Ligue des champions, la plus prestigieuse des compétitions européennes inter-clubs. Elle est divisée en deux phases, une phase de groupes, qui consiste en huit mini-championnats de quatre équipes par groupe, les deux premières poursuivant la compétition et la troisième étant repêchée en seizièmes de finale de la Ligue Europa.

#### Phase de groupes
| Rang | Équipe             | Pts | J | G | N | P | Bp | Bc | Diff |  | Résultats (▼ dom., ► ext.) |     |     |     |     |
| ---- | ------------------ | --- | - | - | - | - | -- | -- | ---- |  | -------------------------- | --- | --- | --- | --- |
| 1    | FC Porto           | 12  | 6 | 4 | 0 | 2 | 12 | 7  | +5   |  | FC Porto                   |     | 0-4 | 2-0 | 2-1 |
| 2    | Club Bruges        | 11  | 6 | 3 | 2 | 1 | 7  | 4  | +3   |  | Club Bruges                | 0-4 |     | 1-0 | 2-0 |
| 3    | Bayer Leverkusen   | 5   | 6 | 1 | 2 | 3 | 4  | 8  | -4   |  | Bayer Leverkusen           | 0-3 | 0-0 |     | 2-0 |
| 4    | Atlético de Madrid | 5   | 6 | 1 | 2 | 3 | 5  | 9  | -4   |  | Atlético de Madrid         | 2-1 | 0-0 | 2-2 |     |

### Coupe du Portugal
La coupe du Portugal de football 2022-2023 est la 83e édition de la Coupe du Portugal, compétition à élimination directe jusqu'aux quarts de finale mettant aux prises des clubs de football amateurs et professionnels affiliés à la Fédération portugaise de football, qui l'organise conjointement avec les ligues régionales.

### Coupe de la Ligue
La Coupe de la Ligue portugaise de football 2022-2023 est la 16e édition de la Coupe de la Ligue.
Les 18 équipes de Primeira Liga et 16 équipes de Segunda Liga participent à cette compétition soit 34 équipes.

#### Phase de groupes
| Rang | Équipe    | Pts | J | G | N | P | Bp | Bc | Diff |  | Résultats (▼ dom., ► ext.) | POR | MAF | VIZ | CHA |
| ---- | --------- | --- | - | - | - | - | -- | -- | ---- |  | -------------------------- | --- | --- | --- | --- |
| 1    | FC Porto  | 7   | 3 | 2 | 1 | 0 | 8  | 2  | +6   |  | FC Porto                   |     | 2-2 | 4-0 |     |
| 2    | CD Mafra  | 5   | 3 | 1 | 2 | 0 | 5  | 4  | +1   |  | CD Mafra                   |     |     | 1-1 |     |
| 3    | FC Vizela | 2   | 3 | 0 | 2 | 1 | 3  | 7  | -4   |  | FC Vizela                  |     |     |     | 2-2 |
| 4    | GD Chaves | 1   | 3 | 0 | 1 | 2 | 3  | 6  | -3   |  | GD Chaves                  | 0-2 | 1-2 |     |     |

## Statistiques

### Statistiques individuelles
(Mis à jour le 04 juin 2023)
| Numéro | Nat. | Nom               | Championnat | Championnat | Championnat    | Championnat | Championnat  | Ligue des champions | Ligue des champions | Ligue des champions | Ligue des champions | Ligue des champions | Coupe du Portugal | Coupe du Portugal | Coupe du Portugal | Coupe du Portugal | Coupe du Portugal | Coupe de la Ligue | Coupe de la Ligue | Coupe de la Ligue | Coupe de la Ligue | Coupe de la Ligue | Supercoupe du Portugal | Supercoupe du Portugal | Supercoupe du Portugal | Supercoupe du Portugal | Supercoupe du Portugal | Total | Total       | Total          | Total  | Total        |
| Numéro | Nat. | Nom               | M.j.        | But inscrit | Passe décisive | Averti      | Carton rouge | M.j.                | But inscrit         | Passe décisive      | Averti              | Carton rouge        | M.j.              | But inscrit       | Passe décisive    | Averti            | Carton rouge      | M.j.              | But inscrit       | Passe décisive    | Averti            | Carton rouge      | M.j.                   | But inscrit            | Passe décisive         | Averti                 | Carton rouge           | M.j.  | But inscrit | Passe décisive | Averti | Carton rouge |
| ------ | ---- | ----------------- | ----------- | ----------- | -------------- | ----------- | ------------ | ------------------- | ------------------- | ------------------- | ------------------- | ------------------- | ----------------- | ----------------- | ----------------- | ----------------- | ----------------- | ----------------- | ----------------- | ----------------- | ----------------- | ----------------- | ---------------------- | ---------------------- | ---------------------- | ---------------------- | ---------------------- | ----- | ----------- | -------------- | ------ | ------------ |
| 99     |      | Diogo Costa       | 33          | 0           | 0              | 1           | 0            | 8                   | 0                   | 1                   | 0                   | 0                   | 0                 | 0                 | 0                 | 0                 | 0                 | 0                 | 0                 | 0                 | 0                 | 0                 | 0                      | 0                      | 0                      | 0                      | 0                      | 41    | 0           | 1              | 1      | 0            |
| 14     |      | Cláudio Ramos     | 1           | 0           | 0              | 1           | 0            | 0                   | 0                   | 0                   | 0                   | 0                   | 7                 | 0                 | 0                 | 0                 | 0                 | 6                 | 0                 | 0                 | 0                 | 0                 | 0                      | 0                      | 0                      | 0                      | 0                      | 14    | 0           | 0              | 1      | 0            |
| 1      |      | Agustín Marchesín | 0           | 0           | 0              | 0           | 0            | 0                   | 0                   | 0                   | 0                   | 0                   | 0                 | 0                 | 0                 | 0                 | 0                 | 0                 | 0                 | 0                 | 0                 | 0                 | 1                      | 0                      | 0                      | 0                      | 0                      | 1     | 0           | 0              | 0      | 0            |
| 94     |      | Samuel Portugal   | 0           | 0           | 0              | 0           | 0            | 0                   | 0                   | 0                   | 0                   | 0                   | 0                 | 0                 | 0                 | 0                 | 0                 | 0                 | 0                 | 0                 | 0                 | 0                 | 0                      | 0                      | 0                      | 0                      | 0                      | 0     | 0           | 0              | 0      | 0            |
| 71     |      | Francisco Meixedo | 0           | 0           | 0              | 0           | 0            | 0                   | 0                   | 0                   | 0                   | 0                   | 0                 | 0                 | 0                 | 0                 | 0                 | 0                 | 0                 | 0                 | 0                 | 0                 | 0                      | 0                      | 0                      | 0                      | 0                      | 0     | 0           | 0              | 0      | 0            |
| 23     |      | João Mário        | 18          | 1           | 4              | 3           | 1            | 5                   | 0                   | 0                   | 3                   | 0                   | 3                 | 0                 | 2                 | 1                 | 0                 | 6                 | 0                 | 2                 | 0                 | 0                 | 1                      | 0                      | 0                      | 0                      | 0                      | 33    | 1           | 8              | 7      | 1            |
| 18     |      | Wilson Manafá     | 7           | 0           | 0              | 1           | 0            | 0                   | 0                   | 0                   | 0                   | 0                   | 3                 | 0                 | 0                 | 0                 | 0                 | 0                 | 0                 | 0                 | 0                 | 0                 | 0                      | 0                      | 0                      | 0                      | 0                      | 10    | 0           | 0              | 1      | 0            |
| 17     |      | Rodrigo Conceição | 16          | 0           | 0              | 0           | 0            | 2                   | 0                   | 0                   | 0                   | 0                   | 3                 | 0                 | 0                 | 2                 | 0                 | 4                 | 0                 | 0                 | 0                 | 0                 | 0                      | 0                      | 0                      | 0                      | 0                      | 25    | 0           | 0              | 2      | 0            |
| 3      |      | Pepe              | 24          | 0           | 0              | 4           | 0            | 4                   | 0                   | 0                   | 0                   | 0                   | 5                 | 0                 | 0                 | 1                 | 0                 | 2                 | 0                 | 0                 | 1                 | 0                 | 1                      | 0                      | 0                      | 0                      | 0                      | 36    | 0           | 0              | 6      | 0            |
| 5      |      | Iván Marcano      | 25          | 4           | 0              | 9           | 1            | 3                   | 0                   | 0                   | 0                   | 0                   | 6                 | 2                 | 0                 | 0                 | 0                 | 6                 | 1                 | 0                 | 0                 | 0                 | 1                      | 0                      | 0                      | 0                      | 0                      | 41    | 7           | 0              | 9      | 1            |
| 2      |      | Fábio Cardoso     | 17          | 2           | 0              | 4           | 0            | 4                   | 0                   | 0                   | 1                   | 0                   | 4                 | 1                 | 0                 | 1                 | 0                 | 5                 | 0                 | 0                 | 0                 | 0                 | 0                      | 0                      | 0                      | 0                      | 0                      | 30    | 3           | 0              | 6      | 0            |
| 4      |      | David Carmo       | 9           | 0           | 0              | 1           | 0            | 5                   | 0                   | 0                   | 3                   | 0                   | 1                 | 0                 | 0                 | 0                 | 0                 | 0                 | 0                 | 0                 | 0                 | 0                 | 0                      | 0                      | 0                      | 0                      | 0                      | 15    | 0           | 0              | 4      | 0            |
| 12     |      | Zaidu Sanusi      | 18          | 0           | 0              | 3           | 0            | 8                   | 1                   | 0                   | 0                   | 0                   | 3                 | 0                 | 0                 | 0                 | 0                 | 1                 | 0                 | 0                 | 0                 | 0                 | 1                      | 0                      | 0                      | 0                      | 0                      | 31    | 1           | 0              | 3      | 0            |
| 22     |      | Wendell           | 26          | 1           | 2              | 4           | 0            | 6                   | 0                   | 0                   | 0                   | 0                   | 6                 | 0                 | 2                 | 1                 | 1                 | 6                 | 1                 | 1                 | 2                 | 0                 | 0                      | 0                      | 0                      | 0                      | 0                      | 44    | 2           | 5              | 7      | 1            |
| 16     |      | Marko Grujić      | 24          | 1           | 0              | 5           | 0            | 4                   | 0                   | 0                   | 1                   | 0                   | 7                 | 0                 | 0                 | 1                 | 0                 | 3                 | 0                 | 1                 | 2                 | 0                 | 1                      | 0                      | 0                      | 1                      | 0                      | 39    | 1           | 1              | 10     | 0            |
| 8      |      | Mateus Uribe      | 31          | 4           | 0              | 8           | 1            | 7                   | 1                   | 0                   | 2                   | 0                   | 6                 | 0                 | 1                 | 2                 | 0                 | 6                 | 0                 | 0                 | 3                 | 0                 | 1                      | 0                      | 0                      | 1                      | 0                      | 51    | 5           | 1              | 16     | 1            |
| 25     |      | Otávio            | 27          | 5           | 7              | 7           | 0            | 7                   | 0                   | 2                   | 2                   | 1                   | 6                 | 2                 | 2                 | 3                 | 0                 | 4                 | 0                 | 2                 | 0                 | 0                 | 0                      | 0                      | 0                      | 0                      | 0                      | 44    | 7           | 13             | 12     | 1            |
| 46     |      | Stephen Eustáquio | 29          | 2           | 5              | 4           | 1            | 7                   | 2                   | 0                   | 0                   | 0                   | 5                 | 1                 | 1                 | 1                 | 0                 | 2                 | 2                 | 0                 | 1                 | 0                 | 1                      | 0                      | 0                      | 0                      | 0                      | 44    | 7           | 6              | 6      | 1            |
| 28     |      | Bruno Costa       | 6           | 0           | 1              | 0           | 0            | 3                   | 0                   | 0                   | 0                   | 0                   | 2                 | 1                 | 1                 | 0                 | 0                 | 1                 | 0                 | 0                 | 0                 | 0                 | 1                      | 0                      | 0                      | 0                      | 0                      | 13    | 1           | 2              | 0      | 0            |
| 20     |      | André Franco      | 17          | 2           | 0              | 2           | 0            | 1                   | 0                   | 0                   | 0                   | 0                   | 4                 | 1                 | 0                 | 0                 | 0                 | 3                 | 0                 | 1                 | 0                 | 0                 | 0                      | 0                      | 0                      | 0                      | 0                      | 25    | 3           | 1              | 2      | 0            |
| 87     |      | Bernardo Folha    | 5           | 0           | 0              | 2           | 1            | 2                   | 0                   | 0                   | 0                   | 0                   | 2                 | 0                 | 1                 | 0                 | 0                 | 4                 | 1                 | 0                 | 0                 | 0                 | 0                      | 0                      | 0                      | 0                      | 0                      | 13    | 1           | 1              | 2      | 1            |
| 67     |      | Vasco Sousa       | 1           | 0           | 0              | 0           | 0            | 0                   | 0                   | 0                   | 0                   | 0                   | 0                 | 0                 | 0                 | 0                 | 0                 | 0                 | 0                 | 0                 | 0                 | 0                 | 0                      | 0                      | 0                      | 0                      | 0                      | 1     | 0           | 0              | 0      | 0            |
| 70     |      | Gonçalo Borges    | 10          | 0           | 0              | 0           | 0            | 4                   | 0                   | 0                   | 0                   | 0                   | 2                 | 0                 | 0                 | 0                 | 0                 | 4                 | 0                 | 0                 | 1                 | 0                 | 0                      | 0                      | 0                      | 0                      | 0                      | 20    | 0           | 0              | 1      | 0            |
| 11     |      | Pepê              | 34          | 4           | 7              | 2           | 0            | 8                   | 0                   | 0                   | 4                   | 1                   | 6                 | 0                 | 0                 | 1                 | 0                 | 6                 | 1                 | 2                 | 1                 | 0                 | 1                      | 0                      | 1                      | 0                      | 0                      | 55    | 5           | 10             | 8      | 1            |
| 7      |      | Gabriel Veron     | 17          | 0           | 2              | 1           | 0            | 3                   | 0                   | 0                   | 0                   | 0                   | 3                 | 1                 | 1                 | 0                 | 0                 | 2                 | 0                 | 1                 | 0                 | 0                 | 1                      | 0                      | 0                      | 0                      | 0                      | 26    | 1           | 4              | 1      | 0            |
| 98     |      | Abraham Marcus    | 1           | 0           | 0              | 0           | 0            | 0                   | 0                   | 0                   | 0                   | 0                   | 0                 | 0                 | 0                 | 0                 | 0                 | 0                 | 0                 | 0                 | 0                 | 0                 | 0                      | 0                      | 0                      | 0                      | 0                      | 1     | 0           | 0              | 0      | 0            |
| 13     |      | Wenderson Galeno  | 31          | 8           | 3              | 4           | 0            | 8                   | 2                   | 1                   | 0                   | 0                   | 6                 | 3                 | 2                 | 1                 | 0                 | 6                 | 2                 | 0                 | 1                 | 0                 | 1                      | 0                      | 0                      | 0                      | 0                      | 52    | 15          | 6              | 6      | 0            |
| 50     |      | Wendel Silva      | 0           | 0           | 0              | 0           | 0            | 0                   | 0                   | 0                   | 0                   | 0                   | 0                 | 0                 | 0                 | 0                 | 0                 | 1                 | 0                 | 0                 | 0                 | 0                 | 0                      | 0                      | 0                      | 0                      | 0                      | 1     | 0           | 0              | 0      | 0            |
| 19     |      | Danny Namaso      | 22          | 3           | 2              | 2           | 0            | 3                   | 0                   | 0                   | 1                   | 0                   | 5                 | 1                 | 0                 | 1                 | 0                 | 5                 | 3                 | 0                 | 0                 | 0                 | 1                      | 0                      | 0                      | 0                      | 0                      | 36    | 7           | 2              | 4      | 0            |
| 29     |      | Toni Martínez     | 31          | 5           | 4              | 0           | 0            | 7                   | 0                   | 0                   | 0                   | 0                   | 7                 | 6                 | 1                 | 1                 | 0                 | 4                 | 2                 | 1                 | 1                 | 0                 | 1                      | 0                      | 0                      | 0                      | 0                      | 50    | 13          | 6              | 2      | 0            |
| 30     |      | Evanilson         | 23          | 7           | 5              | 1           | 0            | 8                   | 1                   | 1                   | 0                   | 0                   | 6                 | 1                 | 0                 | 0                 | 0                 | 3                 | 0                 | 0                 | 2                 | 0                 | 1                      | 1                      | 1                      | 0                      | 0                      | 41    | 10          | 7              | 3      | 0            |
| 9      |      | Mehdi Taremi      | 33          | 22          | 7              | 7           | 0            | 7                   | 5                   | 2                   | 2                   | 1                   | 5                 | 0                 | 3                 | 1                 | 0                 | 5                 | 2                 | 0                 | 0                 | 0                 | 1                      | 2                      | 0                      | 1                      | 0                      | 51    | 31          | 12             | 11     | 1            |

## Affluence et télévision

### Affluence
* Aucune donnée disponible pour les matchs de Coupe du Portugal.

## Équipe réserve
Le FC Porto B est une équipe de football portugais, qui constitue en pratique l'équipe réserve du FC Porto. Fondé en 1996, il est dissous en 2006 puis recréé en 2012, à la suite de la décision d'accepter en Segunda Liga les équipes réserves des clubs de l’élite.